# Паньпань
Паньпань (в китайских источниках Дяньсунь, затем Дуньсунь) — тайское княжество, существовавшее примерно в III—VII веках в северо-западной части Сиамского залива, в основном на перешейке Кра, вероятно, с центром в городе Такола.
Об этом государстве известно немного. Паньпань было позже завоевано Шривиджаей под предводительством Дхармасету где-то в 775 году н. э. Эта теория находит своё подтверждение в существование Королевства Патани, которое занимает ту же самую область сегодня, и которое так же отличается в культуре и языке от других малайских областей, расположенных поблизости.
Паньпань посылало дань в Китай: во время Южных и Северных Династий в 529, 533, 534, 535 и 571 годах и династии Тан в 616 и 637 годах.